# 프랑수아 가르니에
마리 조제프 프랑수아 가르니에(Marie Joseph François Garnier, 1839년 7월 25일 - 1873년 12월 21일)는 프랑스의 해군 장교, 탐험가다. 흐르는 강만 보면 거슬러 올라가야 직성이 풀리는 성격의 소유자로,  동남아시아의 메콩강 탐험으로 유명하다. 청불전쟁 때 유영복의 흑기군에게 죽었다.

## 초기 경력
가르니에는 1839년 7월 25일에 루아르주 생테티엔에서 태어났다. 그는 프랑스 해군에 들어가 브라질 수역과 태평양 근무를 경험한 후 1860년 2월부터 1861년 11월까지 코친차이나를 원정하게 된 레오나르 빅토르 샤르네르 제독(Admiral Léonard Victor Charner)의 휘하에 들어갔다.
가르니에는 일단 프랑스에 귀국했지만, 다시 동양으로 돌아와 1862년에는 코친차이나 현지인 관계 담당 감독관에 임명되었고, 사이공(이후 호치민시)에 가까운 곳에 있던 응우옌 왕조의 베트남 행정 당국의 신뢰를 얻었다.

## 메콩강과 양쯔강 탐험

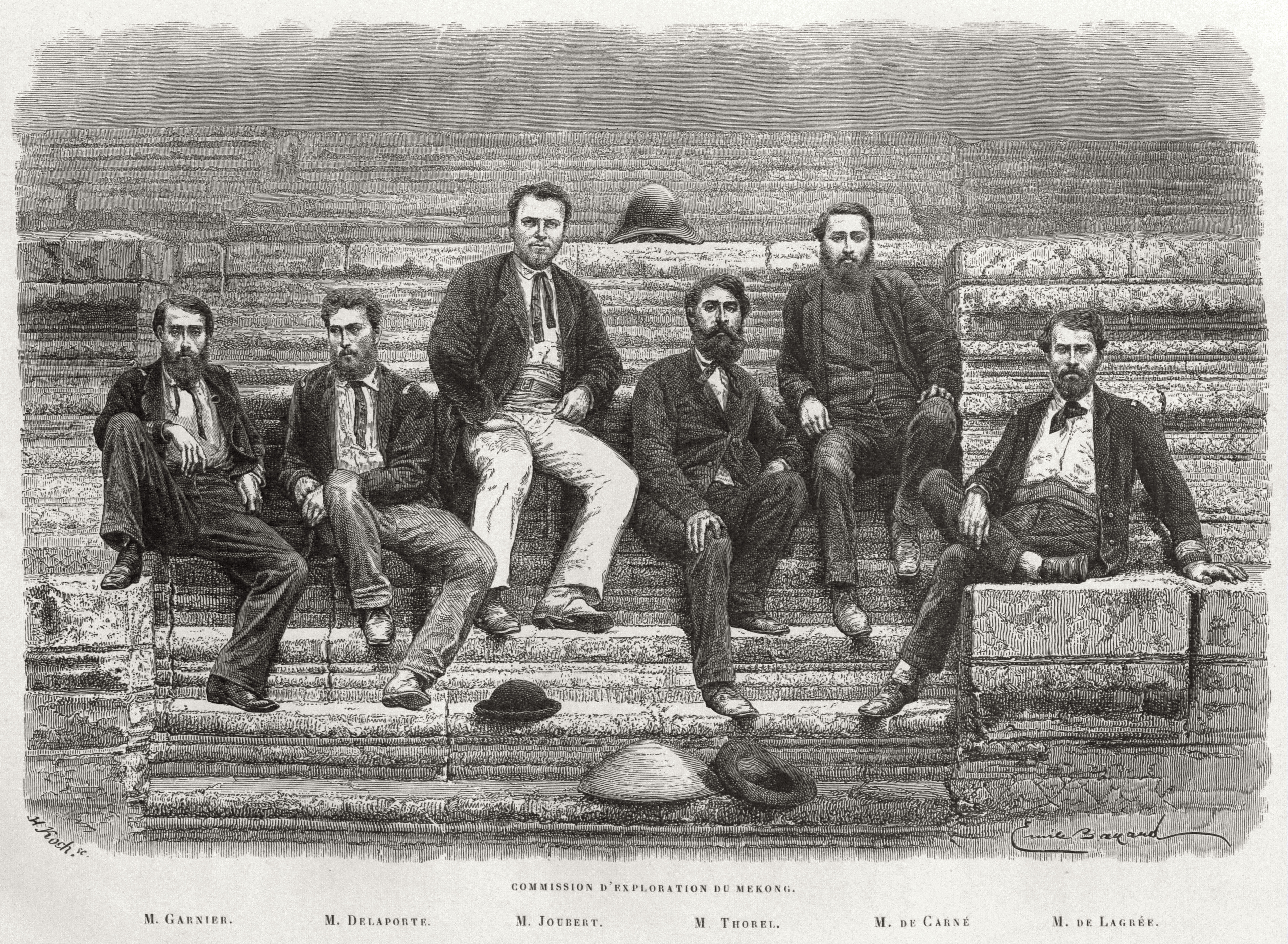
메콩강 탐사대, 좌측이 가르니에

프랑스 제2제국 시절에 해군 식민지 장관이었던 드 샤세루 루바 후작(Marquis de Chasseloup-Laubat)이 메콩 강 유역에 탐험대를 파견하려고 결단한 것은 가르니에의 제안이었다. 그러나 이 때의 가르니에는 지휘를 맡기엔 너무 젊다고 생각되어 탐험대의 지휘권은 에르네스트 두다 드 라그리 (Ernest Doudart de Lagrée) 해군 중령에 맡겨졌다. 이후 1870년에 런던의 왕립지리학회가 젊은 여행자들에게 해준 로드릭 머치슨 경의 말을 인용하며, 금메달(파트론즈 메달)을 수여했다. 그는 “캄보디아의 크라티에서 상하이까지 5,392 마일 구간 중 3,625 마일을 횡단하면서, 유럽 지리학계에 거의 미지의 영역을 지나면서 주의 깊은 조사와 천문 관측에 의한 측지를 가르니에 자신이 거의 혼자 힘으로 행했다”고 말했다. 그 일년 전인 1869년 그는 앤트워프에서 열린 지리학 콘그레스에서 데이비드 리빙스턴과 함께 상을 받았다.
가르니에는 운남의 회족 반란(판테이의 난)으로 수립된 ‘술탄 슐레이만’ 정권의 수도 대리로 가는 파견대에 자원하여, 임무를 성공시켰다. 탐험 도중에 라그리가 병사하면서 가르니에는 자연스럽게 원정대의 지휘를 행사했고, 일행을 무사히 양쯔강까지 데리고 와서 중국 해안 지역으로 인도했다. 프랑스로 귀국한 가르니에는 열렬한 환영을 받았다. 원정 보고는 프로이센-프랑스 전쟁으로 중단되었고, 파리 포위전에서 8개 지구의 지휘를 맡아 제독의 핵심 장교로 복무했다. 이때의 경험은 익명으로 ‘르탕’(Le Temps)이라는 잡지에 연재되었고, 또한 《파리 포위전 :해병대 장교의 참전 일지》(Le Siège de Paris, journal d'un officier de marine)로 1871년에 출판되었다.
그 후, 코친차이나로 복귀하여, 가르니에는 현지의 정세가 더 탐사를 진행하기엔 열악한 상황이라는 것을 알게 되었다. 그래서 그는 중국으로 건너가 1873년 양자강 상류로 거슬러 올라가 폭포선에 이르렀다.

## 통킹 개입
가르니에의 죽음에는 논란의 여지가 많았다. 1873년 후반, 코친차이나 총독 마리 쥘 뒤프레(Marie Jules Dupré) 총독의 명을 받은 가르니에는 응우옌 왕조 조정국과 프랑스 사업가 장 뒤푸이 (Jean Dupuis) 사이에 일어난 분쟁을 해결하기 위해 통킹에 파견되었다.
1873년 11월 20일, 프랑스가 통킹을 점령할 때가 무르익었다고 설득되어, 가르니에는 통킹의 수도인 하노이를 점령했다. 몇 주 만에 가르니에는 소규모의 프랑스군을 이끌고 홍강삼각주 대부분의 성들을 함락했다. 자신들만의 군사력으로 프랑스 군에 대항하는 것을 포기한 응우옌 왕조는 중국 용병 부대인 유영복의 흑기군 파견을 요청했다.

## 패배와 죽음
1873년 12월 21일, 유영복은 600명 정도의 흑기군을 이끌고 수많은 검은 깃발을 휘날리며 하노이의 서문으로 접근했다. 뒤로는 수 많은 베트남 병력들이 따르고 있었다. 가르니에는 문에 거취시켜 둔 야포로 흑기군에 포격을 가하기 시작했다. 그들이 후퇴하기 시작하자 18명의 프랑스 해병대 분대를 이끌고 성 밖으로 나가 퇴각하는 적을 추격하려 했다. 그러나 추격에는 실패했다. 흑기군 무리에게 총검 공격을 가하러 3명의 병사를 이끌던 가르니에는 수로로 떨어진 뒤 여러 명의 흑기군들에게 찔리고, 찍혀 사망했다. 젊은 해군 중위 안드리엥 폴 반니 다브리쿠 (Adrien-Paul Balny d'Avricourt)가 똑같이 소규모 분대를 이끌고 가르니에를 지원하기 위해 성 밖으로 나왔지만, 그도 부하들 눈앞에서 죽었다. 그 밖에 3명의 프랑스 병사도 이 출격에서 전사하였고, 나머지 병력은 지휘관들이 쓰러진 후 재빨리 성 안으로 퇴각하였다.
프랑스령 인도차이나의 역사를 연구한 토마지 대령은 가르니에의 최후를 다음과 같이 묘사하고 있다.
| “ | 12월 21일 한 낮, 통역이 달려왔을 때 그는 대사들과 회담을 하는 중이었다. 통역은 흑기군 무리가 서문에서 공격하고 있다고 말했다. 그는 즉시 현장에 갔는데, 부하 병력들의 일부는 먼저 현장에 도착했고, 그들의 총격은 적들을 울타리 뒤로 후퇴시키는 데 충분한 위력을 발휘했다. 이 때, 40mm 포가 도착했다. 가르니에는 12 정도의 병사를 모았고, 그 중 3명이 이 작은 대포를 끌고 성 밖으로 나와 적들을 추적하기 위해 시내를 떠났다. 그러나 포는 신속하게 움직일 수 없었고, 포는 포수들과 함께 후방에 남겨졌다. 그는 따라온 9명을 셋으로 나누었다. 두 무리는 좌우로 갈라진 후 합류하도록 하고, 자신은 중앙으로 갔지만, 그를 따라오는 병사는 두 명뿐이었다. 마을에서 1.5km 지점에서, 그는 자신이 제방 앞에 있는 것을 알게 되었고, 그곳을 건너려다가 미끌어져 떨어졌다. 제방 뒤에 숨어 있던 흑기병 일부가 달려왔고, 다른 이들은 총을 발사했다. 이때 가르니에와 같이 왔던 병사 2명은 100m 후방에 있었다. 이들 중 1명은 총격으로 죽고 다른 한 명은 부상당했다. 가르니에는 “이리 와라, 제군들! 놈들을 처치하자!”고 외쳤다. 그는 권총 6발을 쏴 도망치려고 했지만, 그를 둘러싼 적병들은 그에게 칼과 창으로 찔렀고, 목을 베고, 시체를 난자한 다음 도주했다. 총성을 듣고 달려온 나머지 두 무리는 피투성이가 된 유해를 회수하여 하노이 성내로 가져갈 수밖에 없었다. | ” |

가르니에의 시신은 1875년 사이공으로 이송되어 맛시주 거리의 묘지에 두다 드 라그리와 함께 묻혔다.

가르니에의 죽음으로 통킹을 지배하려고 했던 프랑스의 최초 시도는 무산되었다. 가르니에의 죽음으로 통킹을 지배하려고 했던 프랑스의 최초 시도는 무산되었다. 프랑스 정부는 가르니에와의 관계를 부정하였고, 응우옌 조정과 평화적 해결을 서둘러 마무리 짓고, 통킹에서 주장한 대부분의 권리 선언을 철회했다.

## 업적
가르니에의 명성은 그가 메콩 강 탐험을 구상하고 그 대부분을 이뤘다는 사실에서 온 것이다. 프랑스가 인도차이나 식민지 지배를 하던 시대에는 1880년대 통킹에서의 정복의 길을 개척한 그의 군사적 업적에 찬사를 보냈다.

## 기념
1883년, 프란시스 가르니에가 죽은 지 9년 후, 프랑스 해군 장교 앙리 리비에르 (Henri Rivière)도 통킹에서 흑기군에 의해 놀라울 정도로 비슷한 상황에서 죽었다.
가르니에와 리비에르 두 사람은 프랑스가 인도차이나 식민지 지배를 하던 시대에 통킹 정복에 기여한 특별한 순직자로 기념되었다. 1884년, 청불 전쟁 중에는 통킹 시찰대에 소속되어 있던 감시선 두 척에 이 두 사람의 이름을 부여했다.
1884년 11월부터 1885년 3월까지 벌어진 뚜옌꽝 포위전에서는 유영복의 흑기군은 청나라 군대의 일부로 참여하고 있었다. 그들은 프랑스 군 진영을 향해 “가르니에! 리비에르! 가르니에! 리비에르!”라고 유명한 두 희생자들의 이름을 외치며 조롱했다.
1943년, 프랑스령 인도차이나는 가르니에를 기념하는 우표를 발행했다.
알제리의 도시 부니 아우아는 프랑스 통치 시대에는 프란시스 가르니에라고 칭해지고 있었다.
제2차 세계 대전 중 가르니에의 이름으로 개칭한 프란시스 가르니에(감시선)이 있었지만, 캄보디아 크라티에 근처에서 일본군과의 전투에서 자침했다.
1973년, 일반급 전차상륙함의 경수송함 (BARTEL) 초기형으로 두 번째와 마지막에 건조된 군함이 가르니에의 이름을 따서 프란시스 가르니에(Francis Garnier (L9031))로 명명했다. 이함은 오랫동안 현역에 있었으며, 2010년 아이티 지진 때에는 아이티 지진 작전2010 (Opération Séisme Haiti 2010)에 참가하야, 인도적 지원의 책임을 다하는데 공헌했다. 동함은 마르티니크에서 60명의 프랑스 육군의 병력과 차량과 굴삭기류, 기타 구호품을 수송했다. 이함은 2011년 2월 16일 퇴역했다.
1983년, 가르니에와 드 라그리를 매장했던 호치민 시의 묘지가 철거되게 되었을 때에, 프랑스 총영사였던 장 프랑수아는 바로 이 두 무덤을 철저하게 조사했다. 유해를 발굴하여 화장한 총영사는 유골을 싱가포르로 이송하는 일을 국방장관에 제안하고 헬리콥터 모함 잔다르크와 호위함 두다 드 라그리가 파견되었다. 이송 중 함상에서 의식이 진행되었다.
1987년, 파리의 5번가와 6번가의 경계 모서리에 위치한 조각가 데니스 푸에슈 (Denys Puech)에 의해 가르니에의 흉상을 짜 넣은 기념비에 가르니에의 유골이 안치되었다.

## 같이 보기
- 앙리 리비에르
- 에르네스트 두다 드 라그리